# Iodictyum mamillatum
Iodictyum mamillatum är en mossdjursart som beskrevs av Hayward och Ryland 1995. Iodictyum mamillatum ingår i släktet Iodictyum och familjen Phidoloporidae. Inga underarter finns listade i Catalogue of Life.